# سرچشمه (افغانستان)
سرچِشمه یا دره سرچِشمه یکی از مناطق مسکونی و حوزه‌های اداری پنجگانه ولسوالی جلریز در ولایت میدان وردک واقع در شرق-مرکز افغانستان است. سرچشمه به‌صورت یک دره به امتداد دره جلریز، در ۷۵ کیلومتری غرب کابل موقعیت دارد. این دره یکی از تولیدکننده عمده سیب در ولایت میدان وردک است.
دره سرچشمه متشکل از یک دره اصلی و پنج دره فرعی به‌نام‌های: دره خشکک، دره باغ، دره دوزگی، دره اسپاب و دره پوری می‌باشد که از هرکدام دریاهایی جریان دارد و بعد از به‌هم پیوستن دریای کابل را تشکیل می‌دهد.

## نام
نام این منطقه به‌صورت کامل، سرچشمه دریای کابل می‌باشد، چون این دریا از ارتفاعات کوتل اونی واقع در غرب دره سرچشمه منبع می‌گیرد و به‌صورت اختصار سرچشمه خوانده می‌شود. اهلیت ساکن دره سرچشمه را سرچشمه‌ای می‌گویند.

## پیشینه
به علت موقعیت استراتیژیک کوتل اونی در انتهای غربی دره سرچشمه که محل ارتباط ارتفاعات بهسود (۳۰۰۰ متر) در غرب، با دره سرسبز میدان در شرق بوده‌است؛ مرکز سرچشمه که بازار سیاه‌خاک می‌باشد، محل مناسب برای استراحت مسافران و کاروان‌های هر دو طرف برای مبادله اموال تجارتی بوده‌است. در دوران امارت امیر عبدالرحمن خان سرچشمه به حیث نزدیک‌ترین دروزاره ورودی هزاره‌جات از کابل، محل عبور لشکریان و توپخانه وی برای سرکوب هزاره‌ها بود. در دوران حکومت بچه سقا در سال ۱۹۲۹، وی لشکری را برای فتح مناطق هزاره‌جات که با وی بیعت نکرده بودند و خواهان حکومت امان‌الله‌شاه بودند، فرستاد. لشکر بچه سقا به سرکردگی برادر وی حمیدالله خان وقتی به منطقه تاجیک‌نشین تکانه رسید، پیامی به مردم سرچشمه فرستاد که اگر بیعت نمایند بدون هیچ مزاحمتی به آنها، فقط به‌راه خود برای تسخیر بهسود ادامه خواهند داد، در غیر آن‌صورت تمام مردم کشته خواهند شد و اموال شان به‌عنوان غنیمت جنگی تصرف می‌شود. مردم سرچشمه که همه تاجران روغن و زمین‌دار بودند وقتی دیدند هیچ پشتیبانی و چاره جز بیعت ندارند، مصلحت کردند که و راه را برای لشکر بچه سقا باز نمودند. حمیدالله خان نیز وقتی دید مردم همگی تاجر، زمیندار و ثروتمند هستند زیر قول خود زد و اموال مردم را چور و چپاول نموده مقدار ۱۵ لک افغانی اموال منقول بدست آورد و به‌سوی تسخیر بهسود همین‌طور الی جوقول که ۱۹ کیلومتری غرب سرچشمه می‌شود، ادامه داد اما در اثر مقاومت مردمان هزاره دوباره به تکانه عقب‌نشینی نمود. هزاره‌های بهسود اقدام به تدارک لشکر دو هزار نفری به‌سرکردگی سعید احمد خان بچه شاهنور نایب سالار وقت دولت امانی، کرنیل فتح محمد خان و دیگر جنگجویان هزاره نمودند و به مقابله حمیدالله خان فرستادند. بار دوم که حمیدالله خان به تلافی از شکست پیش راه جوقول را پیش گرفت، به کمین هزاره‌ها برخوردند که از هردو طرف آنها را در تنگنا قرار داده بودند؛ لشکریان حمیدالله خان نظم و ترتیب شان را از دست داده پا به فرار نهادند و لشکر هزاره به سرکردگی سعید احمد خان بچه شاهنور آنها را الی جلریز تعقیب نمودند و شب دوباره به کوتل اونی برگشتند و آنجا را قرار گاه دفاعی علیه لشکریان بچه سقا قرار دادند. الی بیعت مردم هزاره با بچه سقا، وقت ناوقت بین دو طرف جنگ درمی‌گرفت و سقائیان همیشه مورد تاخت قرار می‌گرفتند، در یک مورد نیز الی ارغنده که ۲۰ کیلومتری غرب کابل است نیز رانده شدند.
در دوران جنگ شوروی در افغانستان، جنگ داخلی افغانستان و جنگ با طالبان، بازار سیاخاک مرکز بزرگ تبادله مواد تجارتی بود و دفاتر احزاب مهم سیاسی نیز در آنجا نمایندگی داشتند. در سال ۱۹۹۸، دره سرچشمه بدست طالبان افتاد و متعاقباَ در یال ۲۰۰۱، دوباره به اشغال نیروهای دولتی درآمده و یکی از حوزه‌های اداری پنجگانه ولسوالی جلریز شد، (چهار حوزه دیگر: زیولات پشتون‌نشین، تکانه تاجیک‌نشین، سنگلاخ سادات‌نشین و حوزه مرکز می‌باش).
در زمستان سال ۱۳۹۹، پس از نبردهای شدید بین نیروهای مردمی و طالبان، دره سرچشمه بدست طالبان سقوط کرد و تمام اهالی آن منطقه را تخلیه کردند و به کابل رفتند؛ تا کنون اداره منطقه هنوز به‌دست طالبان می‌باشد.

## جغرافیا
سرچشمه یک دره سرسبز و حاصلخیز است که توسط سه‌دریا آبیاری می‌شود و در فاصله ۷۵ کیلومتری غرب کابل قرار دارد. این دره از شمال به ولایت پروان، از غرب به ولسوالی حصه اول بهسود، از جنوب غرب به ولسوالی دایمیرداد، از جنوب به ولسوالی نَرخ و از غرب به مرکز جلریز محدود است. این منطقه به‌شکل یک دره به طول ۹ کیلومتر از غرب به شرق افتاده‌است و متشکل از پنج دره فرعی دیگر (دره پوری و دره دوزگی در جنوب، دره باغ و دره خشک در شمال و دره اسپاب در غرب) می‌باشد. دریای سرچشمه از کوتل اونی منبع می‌گیرد و آب اولی دریای کابل به‌شمار می‌رود. معاونین آن در این دره دریاهای: دوزگی، پوری و دره باغ است. این دره ۴۳ کیلومتر مربع پهناوری دارد و بلندترین کوه آن، کوه دهن‌نَیَک می‌باشد که ۳٬۱۴۵ متر از سطح دریا ارتفاع دارد.
قریه‌های پر نفوس سرچشمه: قلعه کهنه، پشت مزار، قلعه سبز، قلعه اسلم، قول خدایداد و سرپوری می‌باشند. دیگر قریه‌های آن: کوته نقشی، کوته باداما، کوته غلام رسول، قول مغولک، دهن نیک، قلعه ملا، قلعه سیاه‌خاک، قلعه کریم، قلعه سفید، قلعه وزیر، اونی، زنگال، پوشته و گورمک استند.
سرچشمه دارای زمستان‌های سرد و تابستان‌های معتدل است. متوسط دمای آن ۱۰ درجه سانتی گراد است. گرم‌ترین ماه آن، ماه اسد با ۲۷ درجه و سردترین ماه آن ماه دلو با ۱۲- درجه سانتی‌گراد است. میزان بارندگی سالانه این دره نیز به ۴۷۵ میلی‌متر در سال می‌رسد که مرطوب‌ترین ماه آن، ماه حمل با ۱۲۲ میلی‌متر و خشک‌ترین ماه آن، ماه سنبله با ۶ میلی‌متر بارندگی می‌باشد.

## مردم
مطابق سرشماری‌های سال ۱۹۵۴، حوزه سرچشمه ۲۰ درصد کل نفوس ولسوالی جلریز را تشکیل می‌داد؛ در احصائیه سال ۱۳۹۹، جمعیت این منطقه ۱۱٬۸۹۳ نفر است. گزارش شده‌است که تمام شان هزاره هستند. تعداد زیادی از مردم‌های این منطقه در کشورهایی همچون امارات متحده عربی، آلمان، سوئد، استرالیا، کویت، آمریکا و اندکی در ایران (تهران، مشهد و کاشان) ساکن هستند.

## اقتصاد
اقتصاد این منطقه بر زراعت و خدمات استوار است. ۵۰ درصد مردم آن به زراعت و ۴۵ درصد آن به خدمات مصروف اند.
سیب از محصولات عمده تولیدی این منطقه است. از دیگر محصولات می‌توان به: گندم، لوبیا، زردآلو، گیلاس، چهارمغز و کچالو اشاره کرد.
در سال ۲۰۱۸، این منطقه دارای دو مکتب پسرانه به‌نام‌های لیسه عالی امام محمد باقر در منطقه شرقی دره، لیسه عالی شهید یعقوبی در منطقه غربی دره و یک مکتب دخترانه به‌نام متوسطه نسوان سرچشمه می‌باشد. یک مکتب متوسطه بنام ولی عصر در دره اونی ویک مکتب ابتدائیه امام جعفرصادق در دره پرآبی می باشد. کلینیک صحی ندارد. چهارده سالون اجتماعی واقع در چهارده قریه پر جمعیت، دو هتل و چهار رستورانت در بازار سیاه‌خاک و شش بند برق کوچک: بند برق قلعه کهنه به ظرفیت ۱۵ کیلووات، بند برق قلعه سبز به ظرفیت ۲۰ کیلووات، بند برق قلعه اسلم، بند برق پشت مزار، بند برق قول خدایداد و بند برق گورمک است. دیگر قریه‌ها انرژی شان را توسط سولر و بواسطه آفتاب تأمین می‌کنند.

## ترابری
شاهراه کابل-بهسود از وسط سرچشمه می‌گذرد و این منطقه را به کابل از شرق و بامیان و هرات از غرب وصل می‌سازد. ۶۵ درصد ساکنان این منطقه از ماشین‌های شخصی استفاده می‌کنند.